# 乍内县
乍内县，是泰国南部那拉提瓦府的一个县。总面积607.2平方公里，总人口31336人，人口密度51.6人/平方公里（2005年）。

## 行政区划
乍内县辖有4个区，29个村。